# Přibenice
Přibenice jsou malá vesnice a část obce Lubenec v okrese Louny. Nachází se asi pět kilometrů východně od Lubence. Přibenice jsou také název katastrálního území o rozloze 4,45 km².

## Název
Název vesnice je odvozen z osobního jména Přibin ve významu ves lidí Přibinových. V historických pramenech se objevuje ve tvarech: Przibenicz (1369), Przibunicz (1399), Przibinicz (okolo 1405), in Przibenicz (1381), in Przibieniczich (1413), Przibenicze (1577), u vsi Pržibenicz (1656) nebo Pržibenz a Pržibenicze (1787).

## Historie
Pravěké osídlení okolní krajiny dokládá nález malého souboru keramických střepů získaných z návrší nad východním okrajem vesnice. První písemná zmínka o vesnici pochází z roku 1369.

## Obyvatelstvo
Při sčítání lidu v roce 1921 zde žilo 166 obyvatel (z toho 74 mužů), z nichž bylo sedm Čechoslováků, 156 Němců a tři cizinci. Kromě jednoho člena nezjišťovaných církví se všichni hlásili k římskokatolické církvi. Podle sčítání lidu z roku 1930 měla vesnice 178 obyvatel: devět Čechoslováků, 168 Němců a jednoho cizince. Všichni byli římskými katolíky.
|                                                                | 1869 | 1880 | 1890 | 1900 | 1910 | 1921 | 1930 | 1950 | 1961 | 1970 | 1980 | 1991 | 2001 | 2011 |
| -------------------------------------------------------------- | ---- | ---- | ---- | ---- | ---- | ---- | ---- | ---- | ---- | ---- | ---- | ---- | ---- | ---- |
| Obyvatelé                                                      | 163  | 157  | 170  | 167  | 176  | 166  | 178  | 92   | 76   | 51   | 42   | 12   | 10   | 17   |
| Domy                                                           | 29   | 30   | 34   | 34   | 33   | 33   | 33   | 32   | —    | 13   | 7    | 20   | 19   | 14   |
| Počet domů z roku 1961 je zahrnut v celkovém počtu domů Ležek. |      |      |      |      |      |      |      |      |      |      |      |      |      |      |

## Pamětihodnosti
Na jižním okraji vesnice stojí novorománský kostel Nanebevzetí Panny Marie ze druhé poloviny devatenáctého století.

## Galerie

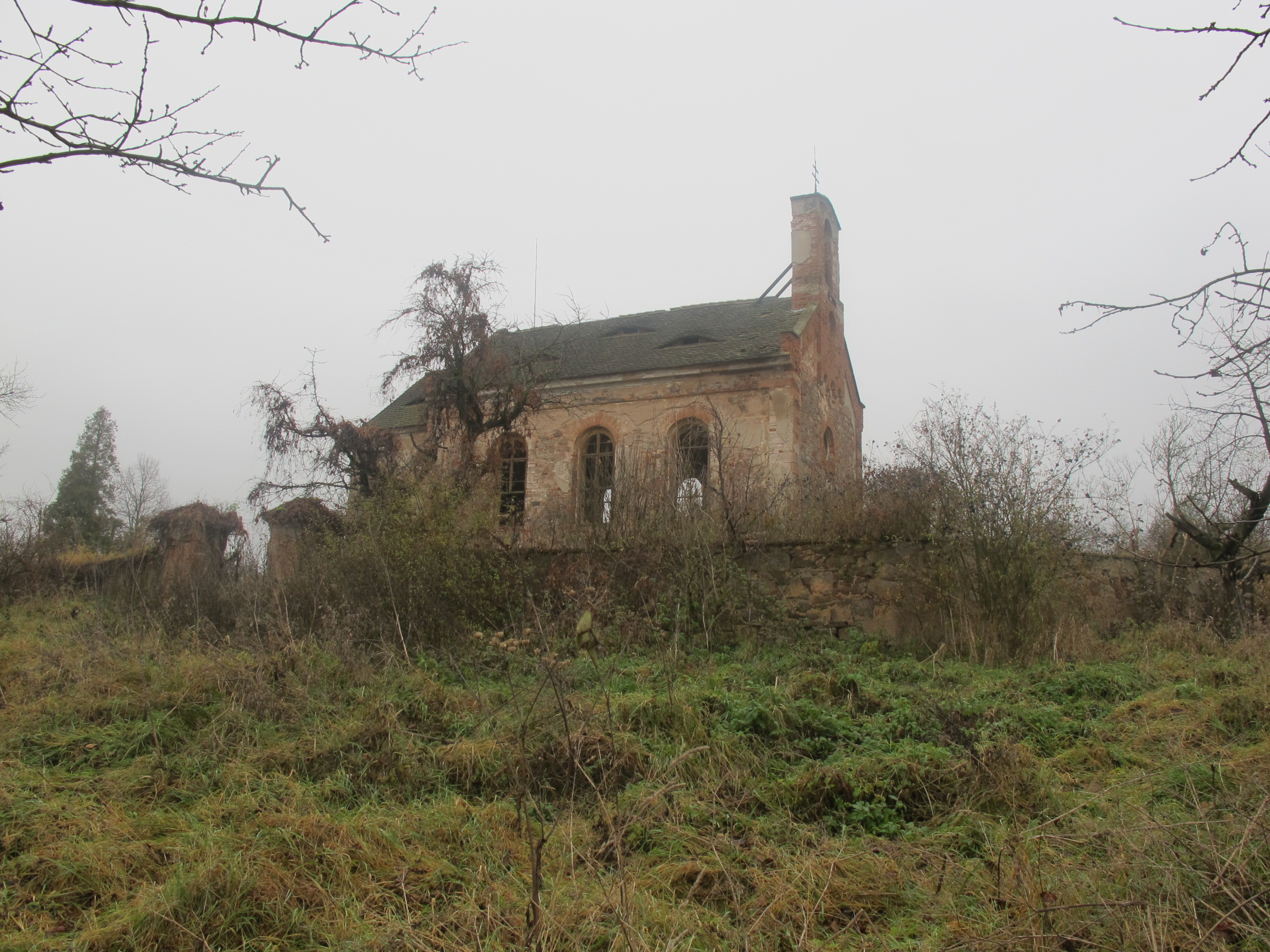
Kostel Nanebevzetí Panny Marie
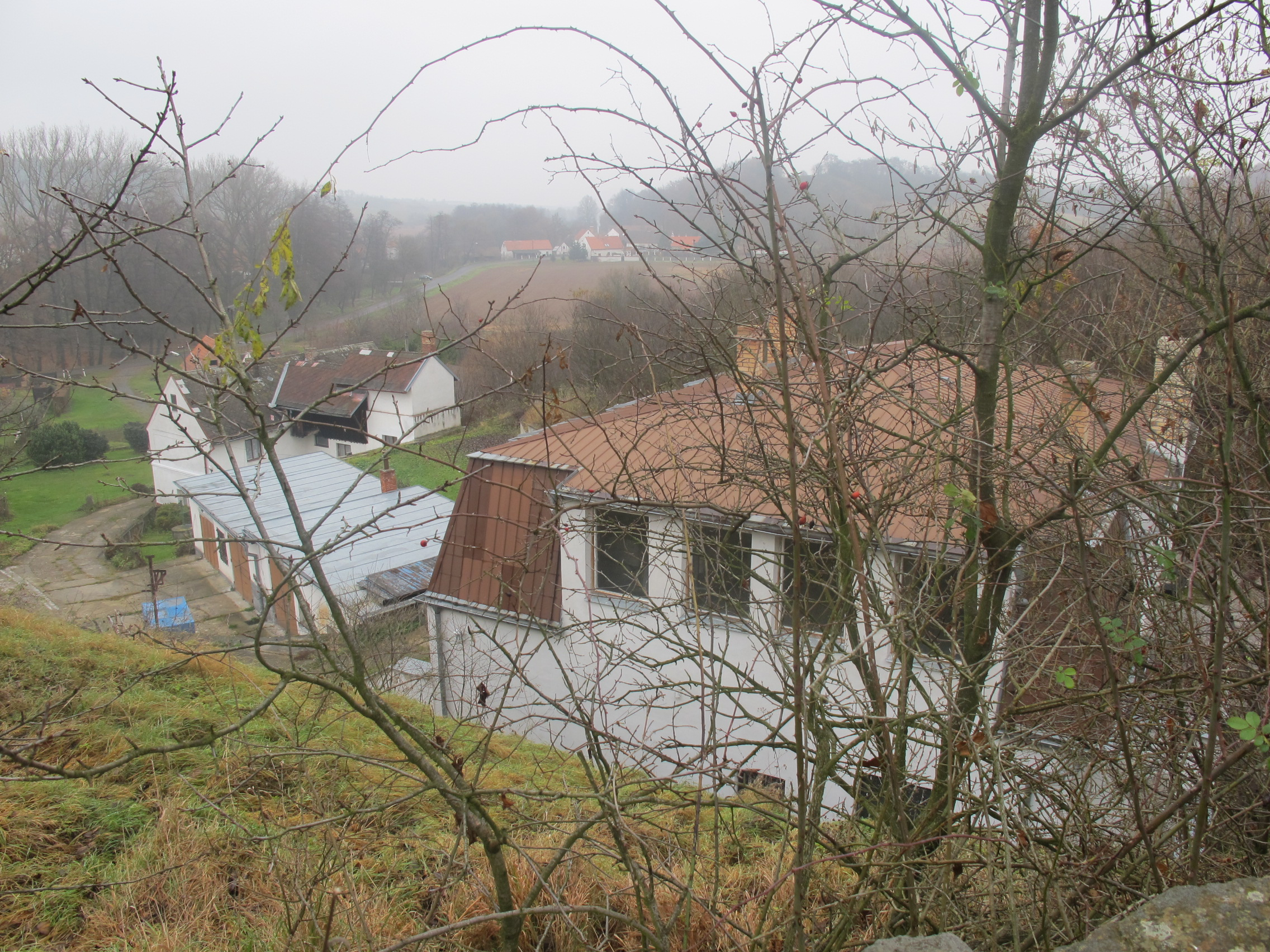
Přibenice od kostela